# Diocesi di Minorca

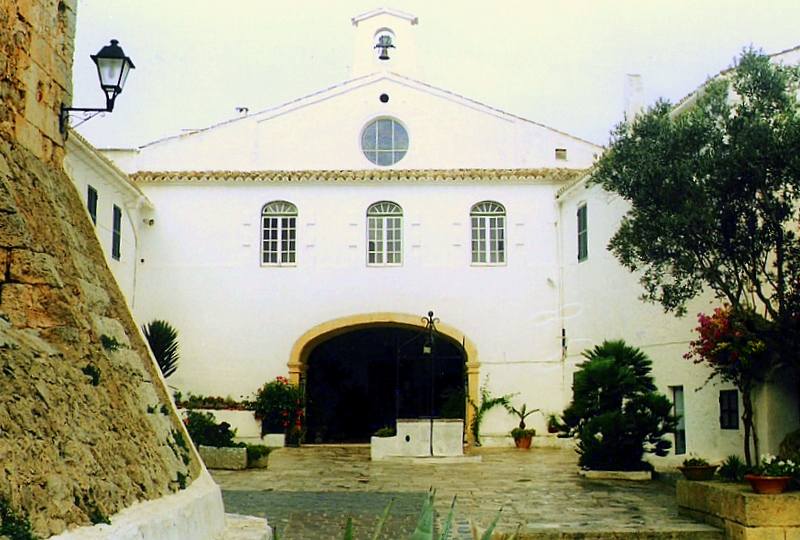
Il santuario della Virgen del Toro, patrona dell'isola e della diocesi di Minorca.

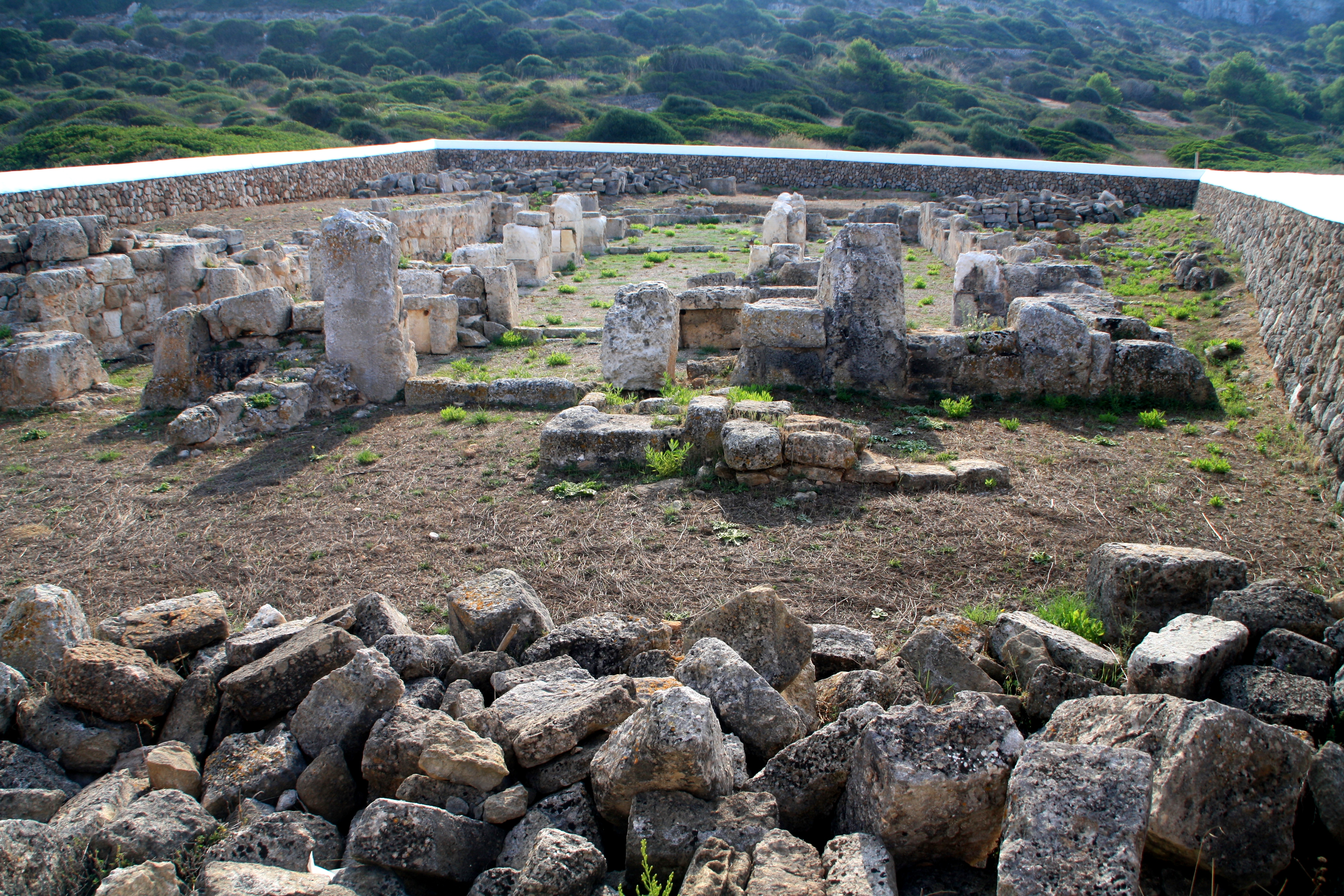
Resti della basilica paleocristiana di Son Bou.

La diocesi di Minorca (in latino: Dioecesis Minoricensis) è una sede della Chiesa cattolica in Spagna suffraganea dell'arcidiocesi di Valencia. Nel 2021 contava 84.074 battezzati su 95.641 abitanti. È retta dal vescovo Gerardo Villalonga Hellín.

## Territorio
La diocesi comprende l'isola di Minorca, situata nel mar Mediterraneo ed appartenente alla comunità autonoma spagnola delle Baleari.
Sede vescovile è Ciutadella de Menorca, dove si trova la cattedrale di santa Maria.
Il territorio si estende su 702 km² ed è suddiviso in 18 parrocchie, raggruppate in tre arcipresbiterati: Ciutadella, Centro e Maó.

## Storia
Sono ignote le origini del cristianesimo a Minorca, ed in genere in tutto l'arcipelago delle Baleari. Scavi archeologici hanno riportato alla luce a Minorca importanti siti con evidenze archeologiche risalenti al V secolo. Di certo le isole avevano già una loro organizzazione ecclesiastica nella seconda metà del V secolo, come documenta la Notitia provinciarum et civitatum Africae, che contiene la lista dei vescovi convocati a Cartagine dal re vandalo Unerico nel 484. Tra i vescovi della provincia civile insule Sardiniae figura il vescovo Macarius de Minorica; tuttavia non ci sono prove, come sostengono alcuni storici, che la diocesi dipendesse dalla provincia ecclesiastica dell'arcidiocesi di Cagliari.
Minorca rivendica un altro vescovo, Severo, autore di una discussa lettera de virtutibus ad Judaeorum conversionem in Minoricensi insula e datata 418, dunque in epoca romana.
Con l'inizio dell'VIII secolo incomincia un periodo di decadenza per le Baleari, che a causa della loro posizione strategica, furono disputate dagli Arabi, dai Carolingi e dai Normanni. Le continue incursioni posero fine alle strutture ecclesiastiche, anche se una comunità cristiana probabilmente sopravvisse, come sembra documentato da due privilegi di papa Formoso (circa 892) e di papa Romano (897), in cui le isole dell'arcipelago furono affidate alla giurisdizione dei vescovi di Gerona. Con il X secolo però si impose definitivamente la dominazione mussulmana e da questo momento poco o nulla si conosce della comunità cristiana di Minorca.
Un documento arabo del 1058, sulla cui autenticità non c'è unanime certezza, attesta la concessione al vescovo di Barcellona Guislabert della giurisdizione spirituale sui cristiani delle isole Baleari. Questo e altri documenti servirono ai vescovi di Barcellona nel tentativo di farsi riconoscere la giurisdizione sulle isole, giurisdizione che non fu concessa, quando queste furono liberate dagli Arabi nel XIII secolo.
Minorca infatti fu liberata definitivamente dai musulmani solo nel 1287, e malgrado le vane pretese dei vescovi di Barcellona, fu sottomessa da papa Bonifacio VIII, con una lettera del 18 luglio 1295, all'autorità dei vescovi della restaurata diocesi di Maiorca, cui resterà unita per oltre cinque secoli. Contestualmente alla riconquista, l'isola fu ripopolata da abitanti cristiani di Maiorca e della Catalogna orientale e conseguentemente furono costruite le prime chiese e monasteri francescani.
La diocesi fu ristabilita il 23 luglio 1795 con la bolla Ineffabilis Dei di papa Pio VI e resa suffraganea dell'arcidiocesi di Valencia.
Nel 1858 il vescovo Mateo Jaume Garau istituì il seminario diocesano.
Il XIX secolo fu caratterizzato da continui scontri politici, causati dalla politica anticlericale, che comportò l'espulsione dei religiosi. Il vescovo Díez Merino morì esule a Marsiglia, mentre a Minorca fu confinato per nove anni l'arcivescovo di Santiago di Compostela.
Nel 1936, durante la guerra civile quaranta sacerdoti furono uccisi. Nel 1939 il vescovo Juan Torres Ribas, spogliato di tutti gli averi, morì nell'ospedale municipale.
Il 6 novembre 1961, con la lettera apostolica Quo graviora, papa Giovanni XXIII ha proclamato la Beata Maria Vergine del Monte Toro e Sant'Antonio abate patroni principali della diocesi.

## Cronotassi dei vescovi
Si omettono i periodi di sede vacante non superiori ai 2 anni o non storicamente accertati.
- Severo † (menzionato nel 418)
- Macario † (menzionato nel 484)
- Antonio Vila Campos † (18 dicembre 1797 - 20 dicembre 1802 nominato vescovo di Albarracín)
- Pedro Antonio Juano † (20 dicembre 1802 - 4 gennaio 1814 deceduto)
- Santiago Creus Martí † (10 luglio 1815 - 29 maggio 1820 nominato arcivescovo di Tarragona)
  - Sede vacante (1820-1824)
- Antonio Ceruelo Sanz † (12 luglio 1824 - 15 gennaio 1831 deceduto)
- Juan Antonio Díez Merino, O.P. † (30 settembre 1831 - 16 aprile 1844 deceduto)
  - Sede vacante (1844-1852)
- Tomás Roda Rodríguez † (27 settembre 1852 - 25 dicembre 1857 nominato vescovo di Jaén)
- Mateo Jaume Garau † (21 dicembre 1857 - 17 settembre 1875 nominato vescovo di Maiorca)
- Manuel Mercader y Arroyo † (17 settembre 1875 - 21 febbraio 1890 deceduto)
- Juan Comes y Vidal † (26 giugno 1890 - 25 giugno 1896 nominato vescovo di Teruel)
- Salvador Castellote y Pinazo † (25 giugno 1896 - 16 dicembre 1901 nominato vescovo di Jaén)
- Juan Torres Ribas † (9 giugno 1902 - 20 gennaio 1939 deceduto)
- Bartolomé Pascual Marroig † (4 marzo 1939 - 18 marzo 1967 deceduto)
- Miguel Moncadas Noguera † (11 dicembre 1968 - 1º aprile 1977 nominato vescovo di Solsona)
- Antonio Deig Clotet † (20 settembre 1977 - 7 marzo 1990 nominato vescovo di Solsona)
- Francesc-Xavier Ciuraneta Aymí † (12 giugno 1991 - 29 ottobre 1999 nominato vescovo di Lleida)[2]
- Juan Piris Frígola (1º marzo 2001 - 16 luglio 2008 nominato vescovo di Lleida)
- Salvador Giménez Valls (21 maggio 2009 - 28 luglio 2015 nominato vescovo di Lleida)[3]
- Francisco Simón Conesa Ferrer (27 ottobre 2016 - 3 gennaio 2022 nominato vescovo di Solsona)
- Gerardo Villalonga Hellín, dal 14 febbraio 2023[4]

## Statistiche
La diocesi nel 2021 su una popolazione di 95.641 persone contava 84.074 battezzati, corrispondenti all'87,9% del totale.
| anno | popolazione | popolazione | popolazione | presbiteri | presbiteri | presbiteri | presbiteri                | diaconi | religiosi | religiosi | parrocchie |
| anno | battezzati  | totale      | %           | numero     | secolari   | regolari   | battezzati per presbitero | diaconi | uomini    | donne     | parrocchie |
| ---- | ----------- | ----------- | ----------- | ---------- | ---------- | ---------- | ------------------------- | ------- | --------- | --------- | ---------- |
| 1950 | 45.600      | 46.130      | 98,9        | 54         | 49         | 5          | 844                       |         | 20        | 205       | 14         |
| 1970 | 47.422      | 47.782      | 99,2        | 64         | 57         | 7          | 740                       |         | 19        | 155       | 18         |
| 1980 | 55.690      | 56.125      | 99,2        | 60         | 55         | 5          | 928                       |         | 14        | 122       | 20         |
| 1990 | 67.100      | 69.119      | 97,1        | 53         | 48         | 5          | 1.266                     |         | 16        | 99        | 19         |
| 1999 | 69.800      | 71.131      | 98,1        | 53         | 47         | 6          | 1.316                     |         | 13        | 93        | 19         |
| 2000 | 69.400      | 70.713      | 98,1        | 52         | 47         | 5          | 1.334                     |         | 13        | 85        | 19         |
| 2001 | 70.096      | 70.778      | 99,0        | 50         | 45         | 5          | 1.401                     |         | 13        | 77        | 19         |
| 2002 | 69.721      | 71.231      | 97,9        | 49         | 42         | 7          | 1.422                     |         | 15        | 81        | 19         |
| 2003 | 76.590      | 78.796      | 97,2        | 47         | 42         | 5          | 1.629                     |         | 10        | 80        | 19         |
| 2004 | 76.000      | 81.288      | 93,5        | 47         | 42         | 5          | 1.617                     |         | 10        | 78        | 19         |
| 2013 | 80.500      | 88.400      | 91,1        | 37         | 32         | 5          | 2.175                     |         | 10        | 46        | 19         |
| 2016 | 77.800      | 92.348      | 84,2        | 34         | 30         | 4          | 2.288                     | 3       | 9         | 49        | 19         |
| 2019 | 77.360      | 91.920      | 84,2        | 33         | 28         | 5          | 2.344                     | 8       | 15        | 56        | 19         |
| 2021 | 84.074      | 95.641      | 87,9        | 30         | 26         | 4          | 2.802                     | 4       | 9         | 40        | 18         |